# Teilzeit- und Befristungsgesetz
Das Teilzeit- und Befristungsgesetz (TzBfG) regelt im deutschen Arbeitsrecht das Recht der Teilzeitarbeitsverhältnisse und der befristeten Beschäftigung. Ziel des Gesetzes ist es nach seinem § 1, „Teilzeitarbeit zu fördern, die Voraussetzungen für die Zulässigkeit befristeter Arbeitsverträge festzulegen und die Diskriminierung von teilzeitbeschäftigten und befristet beschäftigten Arbeitnehmern zu verhindern“.
Das Gesetz setzt die EU-Richtlinie über Teilzeitarbeit und die Richtlinie 1999/70/EG (PDF) (EU-Richtlinie über befristete Arbeitsverträge) in nationales Recht um.

## Geschichte
Das Teilzeit- und Befristungsgesetz löste das Gesetz über arbeitsrechtliche Vorschriften zur Beschäftigungsförderung (BGBl. 1985 I S. 710) zum 1. Januar 2001 ab.
Hintergrund für die Gesetzesnovellierung war zum einen die wachsende Bedeutung von befristeter Beschäftigung und Teilzeitarbeit, zum anderen eine auf der Arbeitgeberseite zunehmend als beschäftigungshemmend empfundene Rechtsprechung der Arbeitsgerichte. Bis zum Inkrafttreten des Beschäftigtenförderungsgesetzes prüften die Arbeitsgerichte bei jeder Befristung, ob damit der Kündigungsschutz nach dem Kündigungsschutzgesetz umgangen werden sollte. Insbesondere bei mehreren aufeinander folgenden befristeten Arbeitsverhältnissen (sogenannten Kettenarbeitsverhältnissen) nahmen die Gerichte eine rechtswidrige Gesetzesumgehung an, wenn kein sachlicher Grund die Befristung rechtfertigte. 
Diese arbeitnehmerfreundliche Rechtsprechung wurde arbeitgeberseitig als Einstellungshindernis bewertet, da das Risiko einer befristeten Einstellung, die in ein Dauerarbeitsverhältnis mündet, für viele Arbeitgeber augenscheinlich zu groß war. Durch die Befristungsregelungen des TzBfG sollte die Beschäftigung durch einen sicheren rechtlichen Rahmen gefördert und somit einen breiterer Zugang zum Arbeitsmarkt ermöglicht werden.

## Gesetzessystematik
Das Teilzeit- und Befristungsgesetz ist in vier Abschnitte gegliedert.
Der erste Abschnitt (§§ 1–5 TzBfG) enthält allgemeine Vorschriften wie Zielsetzung, Definitionen von Teilzeitarbeit und Befristung sowie Diskriminierungs- und Benachteiligungsverbote. Unter anderem legt § 4 Abs. 1 Satz 2 TzBfG fest, dass das Entgelt bei Teilzeit mindestens anteilig zur Arbeitszeit sein muss.
Der zweite Abschnitt (§§ 6–13 TzBfG) regelt die Teilzeitarbeit, also den Rechtsanspruch des Arbeitnehmers, unter bestimmten Umständen weniger als die Normalarbeitszeit zu arbeiten, und setzt Mindeststandards fest. § 8 TzBfG beinhaltet einen Anspruch des Arbeitnehmers auf Zustimmung des Arbeitgebers zu einer Verringerung der vertraglich vereinbarten Arbeitszeit, sofern diese Verringerung unbefristet erfolgt; ein Rechtsanspruch auf Rückkehr zur Vollzeitarbeit ist dabei nicht gegeben.
Im dritten Abschnitt (§§ 14–21 TzBfG) werden die befristeten Arbeitsverträge behandelt. Darunter versteht man jedes Arbeitsverhältnis, das nicht auf unbestimmte Zeit eingegangen wird, sondern zeitlich oder nach Sinn und Zweck befristet ist. Entsprechend unterscheidet man die sachgrundlose Befristung (Zeitbefristung) und die Sachgrundbefristung.
Schließlich sind im vierten Abschnitt (§§ 22 und 23 TzBfG) noch Gemeinsame Vorschriften aufgenommen, wie etwa der Umgehungsschutz und der Verweis auf andere gesetzliche und tarifvertragliche Regelungen.

### Teilzeitarbeit
Mit § 8 TzBfG wurde erstmals ein allgemeiner Anspruch des Arbeitnehmers auf Teilzeitarbeit eingeführt. 
Das BAG erweiterte den Begriff durch Entscheidung vom 13. November 2012. Dort heißt es im Leitsatz:
1. Dem Anspruch eines Arbeitnehmers auf Verringerung seiner regelmäßigen Arbeitszeit steht nicht entgegen, dass er bereits zum Zeitpunkt, zu dem er die Reduzierung verlangt, in Teilzeit arbeitet.
2. Mit dem Begriff der betrieblichen Gründe, die den Arbeitgeber berechtigen, das Verringerungsbegehren abzulehnen, nimmt § 8 Abs. 4 Satz 1 TzBfG auf den Betrieb als organisatorische Einheit Bezug, nicht auf den einzelnen Arbeitsplatz, den der Arbeitgeber dem Arbeitnehmer zugewiesen hat.[2]

Der Arbeitgeber muss nach § 9 TzBfG den Wunsch des teilzeitbeschäftigten Arbeitnehmers nach einer Verlängerung seiner vertraglich vereinbarten Arbeitszeit, bei der Besetzung eines entsprechenden freien Arbeitsplatzes bei gleicher Eignung bevorzugt berücksichtigen, es sei denn, dass betriebliche Gründe oder Arbeitszeitwünsche anderer teilzeitbeschäftigter Arbeitnehmer entgegenstehen. Zudem hat der Arbeitnehmer Vorrang vor externen Bewerbern bei gleicher Eignung.  Der Vorrang ist unabhängig von der Dauer der Beschäftigung und dem Umfang der bisherigen Arbeitszeit.

### Befristung von Arbeitsverhältnissen

#### Sachgrundlose Befristung
Die Regelung der sachgrundlosen Befristung gibt Arbeitgebern die Möglichkeit, Mitarbeiter länger zu erproben (bis zu zwei Jahren anstatt der üblichen maximal sechsmonatigen Probezeit). Dies ist insbesondere relevant bei Bewerbern mit Merkmalen, die Arbeitgeber an der Einstellung hindern könnten, zum Beispiel besonders lückenhaften Lebensläufen, ausgesprochen schlechten Zeugnissen, häufigen auch fristlosen Kündigungen, kurzen und unregelmäßigen Beschäftigungen, Gefängnisaufenthalten, Vorstrafen oder augenscheinlich geringerer Leistungsfähigkeit. Arbeitgeber können seitdem auch Bewerber einstellen, deren Einstellung ihnen vorher als zu risikoreich erschien. Die Befristung ist nur wirksam, wenn sie schriftlich vereinbart wurde (§ 14 Abs. 4 TzBfG i. V. m. § 126 BGB).
Die sachgrundlose Befristung wird in § 14 Absatz 2 geregelt. Danach sind befristete Beschäftigungsverhältnisse zulässig, wenn der Arbeitnehmer zuvor nicht schon einmal bei demselben Arbeitgeber beschäftigt war und die Beschäftigungsdauer 2 Jahre nicht übersteigt. Dies ist häufig bei großen Arbeitgebern, insbesondere aber im öffentlichen Dienst der Länder problematisch. Nach dem Ablauf derart befristeter Arbeitsverträge ist die (ebenfalls wiederum sachgrundlose befristete) Beschäftigung in einer anderen Dienststelle derselben Körperschaft nicht mehr zulässig. In der Praxis bedeutet dies, dass nach einem befristeten Beschäftigungsverhältnis etwa bei einem Landesamt bei keiner anderen Behörde dieses Landes ein weiterer sachgrundlos befristeter Arbeitsvertrag möglich ist. Im Bereich der Universitäten und (Fach-)Hochschulen ist damit ein Wechsel von einer Einrichtung zur anderen in derart befristeten Beschäftigungsverhältnissen nicht möglich, weil hier häufig das Land als gemeinsamer Arbeitgeber für alle staatlichen Hochschulen auftritt, nicht die einzelne Einrichtung. Damit sind den Beschäftigten Karrierewege über mehrere Einrichtungen oft versperrt, obwohl dies oft auch im Interesse der Beschäftigten liegt. Allerdings wird im Hochschulbereich auch häufig das Gesetz über befristete Arbeitsverträge in der Wissenschaft angewendet, das gegenüber dem TzBfG großzügigere Befristungszeiten ermöglicht.

#### Sachgrundbefristung
Weiterhin können z. B. Vertretungen (so bei Elternzeit, Mutterschutz, längerer Arbeitsunfähigkeit) rechtssicher eingestellt werden, da dies einen Sachgrund nach dem TzBfG darstellt. Zuvor fühlten sich Arbeitgeber dem Risiko ausgesetzt, dass die Vertretung nach der Rückkehr des vertretenen Arbeitnehmers einen einklagbaren Anspruch auf unbefristete Beschäftigung geltend macht. Ein befristeter Arbeitsvertrag verlängert sich durch Schwangerschaft oder Elternzeit grundsätzlich nicht; er läuft zum ursprünglich vereinbarten Zeitpunkt aus. Somit sind mutterschutzrechtliche Kündigungsschutzregelungen hier nicht anzuwenden.
In § 14 Absatz 1 werden nicht abschließend die wichtigsten Sachgründe aufgeführt. Dies sind:
1. der betriebliche Bedarf an der Arbeitsleistung nur vorübergehend besteht,
2. die Befristung im Anschluss an eine Ausbildung oder ein Studium erfolgt, um den Übergang des Arbeitnehmers in eine Anschlussbeschäftigung zu erleichtern,
3. der Arbeitnehmer zur Vertretung eines anderen Arbeitnehmers beschäftigt wird,
4. die Eigenart der Arbeitsleistung die Befristung rechtfertigt,
5. die Befristung zur Erprobung erfolgt,
6. in der Person des Arbeitnehmers liegende Gründe die Befristung rechtfertigen,
7. der Arbeitnehmer aus Haushaltsmitteln vergütet wird, die haushaltsrechtlich für eine befristete Beschäftigung bestimmt sind, und er entsprechend beschäftigt wird oder
8. die Befristung auf einem gerichtlichen Vergleich beruht.

Häufig genutzte Sachgründe sind die vorübergehenden Vertretungen wegen Elternzeit, Mutterschutz bzw. Krankheit eines anderen Mitarbeiters oder die projektbezogene Arbeit. Die Ziffern 6 und 7 spielen dagegen in der Praxis heute keine Rolle mehr.
Ist ein Sachgrund vorhanden, kann die Befristung auch 2 Jahre übersteigen und (mit neuem Sachgrund) bis zur Grenze des Rechtsmissbrauchs unbegrenzt verlängert werden. Der Sachgrund muss dabei im Arbeitsvertrag nicht ausdrücklich benannt werden.

## Reformbestrebungen
In neuerer Zeit sind verstärkt Aspekte des Diskriminierungsschutzes und der Verhinderung von Benachteiligung in den Mittelpunkt gerückt. 
Durch einige gesetzliche Änderungen in letzter Zeit ist der ursprüngliche Zweck der Beschäftigungsförderung wieder etwas in den Hintergrund gedrängt worden. Dies gilt insbesondere für die Regelung des § 14 TzBfG, nach der eine sachgrundlose Befristung unzulässig ist, wenn zuvor mit demselben Arbeitgeber ein Beschäftigungsverhältnis bestand, unabhängig wie geringfügig und unabhängig wie lange es zurück lag.
Im Koalitionsvertrag der 18. Wahlperiode des Bundestages ist folgende Weiterentwicklung des Teilzeitrechts vorgesehen:
Für Arbeitnehmerinnen und Arbeitnehmer, die sich zum Beispiel wegen Kindererziehung oder Pflege von Angehörigen zu einer zeitlich befristeten Teilzeitbeschäftigung entschieden haben, wollen wir sicherstellen, dass sie wieder zur früheren Arbeitszeit zurückkehren können. Dazu werden wir das Teilzeitrecht weiterentwickeln und einen Anspruch auf befristete Teilzeitarbeit schaffen (Rückkehrrecht).
Für bestehende Teilzeitarbeitsverhältnisse werden wir die Darlegungslast im Teilzeit- und Befristungsgesetz auf den Arbeitgeber übertragen. Bestehende Nachteile für Teilzeitbeschäftigte wollen wir beseitigen.
Es war vorgesehen, einen Rechtsanspruch auf befristete Teilzeit im Teilzeit- und Befristungsgesetz zu verankern, um der Altersarmut vorzubeugen; Wirtschaftsvertreter hatten kritisiert, dass sie dadurch zu einem Aufbau nicht benötigter Arbeitsplätze gezwungen würden.
Durch das Gesetz zur Weiterentwicklung des Teilzeitrechts – Einführung einer Brückenteilzeit wurde zum 1. Januar 2019 der Anspruch auf befristete Teilzeitarbeit (Brückenteilzeit) eingeführt. 
Auch fordert die jüngste Literatur Änderungen bezüglich langzeitbefristeter Arbeitsverträge mit Profisportlern (siehe LAG Rheinland-Pfalz, Urt. v. 17. Februar 2016 - 4 Sa 202/15). So wird beispielsweise vorgetragen, die "Eigenart der Arbeitsleistung", § 14 Abs. 1 S. 2 Nr. 4 TzBfG, sei vom Gesetzgeber für Grenzbereiche und somit dem Sonderarbeitsrecht zugeordnete Gebiete genauer hin zu konkretisieren. Diese Kritik hat das BAG in seiner Entscheidung vom 16. Januar 2018 nicht aufgegriffen und im hier entschiedenen Fall die Befristung des Arbeitsvertrags eines Profi-Fußballers als wirksam angesehen.